# Surinamska nogometna reprezentacija
Surinamska nogometna reprezentacija  (niz. Suriname voetbalelftal) je nacionalni nogometni sastav Surinama pod vodstvom Surinamskog nogometnog saveza (niz. Surinaamse Voetbal Bond). Prvu utakmicu reprezentacija je odigrala u 23. srpnja 1934. protiv Curaçaoa (tadašnji Nizozemski Antili) te je poražena s 3:1.
Surinamska reprezentacija je punopravni član CONCACAF i FIFA - kontinentalnih i međunarodnih nogometnih saveza te nosi Fifin kod - SUR. Domaće utakmice Surinam igra na stadionu André Kamperveen Stadion u Paramaribu.
Iako se Surinam fizički nalazi u Južnoj Americi, ona zajedno s reprezentacijama Gvajane i Francuske Gvajane natječe unutar CONCACAF saveza Sjeverne Amerike.
Od značajnijih rezultata reprezentacije to su osvajanje Karipskog kupa 1978. te finale istog 1979. kao i dva četvrta mjesta 1994. i 1996. godine. Surinam je kao zemlja stekao nezavisnost 1975. od Nizozemske a nogometna reprezentacija se u doba kolonijalizma natjecala kao Nizozemska Gvajana. Za razliku od Nizozemskih Antila (također bivše nizozemske kolonije), igrači iz Surinama koji odluče igrati za Nizozemsku gube pravo igranja za surinamsku reprezentaciju. Zemlja je bila rasadnik mnogih poznatih igrača ali oni su se najčešće odlučivali nastupiti za Oranje. Neki od njih su: Ruud Gullit, Frank Rijkaard, Edgar Davids, Clarence Seedorf, Patrick Kluivert, Ryan Babel, Royston Drenthe, Aron Winter, Romeo Castelen i Jimmy Floyd Hasselbaink.
Tokom kvalifikacijskog ciklusa za Svjetsko prvenstvo u JAR-u 2010. surinamska reprezentacija je bila sastavljena samo od igrača iz surinamske lige. Surinamski nogometni savez je potpisao ugovor s nizozemskom tvrtkom COPA koja je sponzor reprezentacije posljednje četiri godine.
U 2019. godini je se reprezentacija prvi puta u povijesti kvalificirala za Gold Cup, odkad je natjecanje preimenovano 1990. godine. S gostujućom pobjedom nad Nicaraguom u Managui je Surinam osigurao vodeću poziciju u skupini D te se plasiralo za šesnaesti turnir Gold Cupa u 2021. godini.

## Povijest
Reprezentacija je sastavljena od surinamskih igrača i Nizozemaca surinamskog podrijetla. Surinam od 1938. počinje sudjelovati u kvalifikacijama za Svjetsko nogometno prvenstvo ali reprezentacija se dosad nije uspjela kvalificirati u samu završnicu. Isto vrijedi i za Zlatni kup. Na kontinentalnom CONCACAF prvenstvu Surinam je dosad nastupio svega dva puta. Na svom prvom sudjelovanju 1977. reprezentacija je bila šesta dok na drugome igranom 1985. nije prošla skupinu. Na Panameričkim igrama Surinam je igrao 1991. ali nije prošao dalje od prvog kruga. Reprezentacija posljednjih 12 godina redovito sudjeluje na Karipskom kupu koji je osvojila 1977. godine. Jednim od većih uspjeha surinamske reprezentacije smatra se i igranje u finalu turnira PARBO Beer Cup protiv Francuske Gvajane.

### Poznati reprezentativci
Budući da je Surinam bivša nizozemska kolonija, mnogo surinamskih igrača je odlučilo igrati za Oranje. Najpoznatiji takvi igrači su Edgar Davids, Clarence Seedorf, Jimmy Floyd Hasselbaink, Aron Winter i Romeo Castelen. S druge strane igrači kao što su Patrick Kluivert, Frank Rijkaard i Ruud Gullit su rođeni u Nizozemskoj ali su surinamskog podrijetla te su mogli igrati za Surinam ali su se odlučili za Nizozemsku. Ipak, na turniru PARBO Beer Cup su nastupili nizozemski reprezentativci Edgar Davids, Jeremain Lens i Milano Koenders jer je riječ o neslužbenom turniru kojeg nije priznao surinamski nogometni savez.

## Surinamski reprezentativci

### Širi popis
| #         | Pozicija      | Ime                   | Klub                 |
| --------- | ------------- | --------------------- | -------------------- |
|           | vratar        | Ronny Aloema          | SV Transvaal         |
|           | vratar        | André Zebeda          | SV Robinhood         |
|           | vratar        | Harold Blokland       | SV Leo Victor        |
|           | branič        | Derrick Garden        | SV Leo Victor        |
|           | branič        | Marlon Felter         | Walking Bout Company |
|           | branič        | Ferdinand Jap A Joe   | Walking Bout Company |
|           | branič        | Rinaldo Lupson        | Walking Bout Company |
|           | branič        | Furgill Ong A Fat     | SV Robinhood         |
|           | branič        | Foline Abauna         | SV Leo Victor        |
|           | branič        | Hesron Jeroe          | Inter Moengotapoe    |
|           | vezni         | Lorenzo Wiebers       | SV Robinhood         |
|           | vezni         | Germain van Dijk      | Walking Bout Company |
|           | vezni         | Emilio Limón          | SV Robinhood         |
|           | vezni         | Ives Vlijter          | Inter Moengotapoe    |
|           | vezni         | Romano Sordam         | SV Transvaal         |
|           | vezni         | Gary Sordjo           | Walking Bout Company |
|           | vezni         | Vangelino Sastromedjo | Walking Bout Company |
|           | vezni         | Jerome Strijder       | Inter Moengotapoe    |
|           | vezni         | Sergio Aroepa         | SV Transvaal         |
|           | napadač       | Wensley Christoph     | Excelsior Meerzorg   |
|           | napadač       | Clifton Sandvliet     | Walking Bout Company |
|           | napadač       | Giovanni Drenthe      | SV Voorwaarts        |
|           | napadač       | Gregory Rigters       | SV Voorwaarts        |
|           | napadač       | Claudio Pinas         | Inter Moengotapoe    |
|           | napadač       | Claudio Pinas         | Telstar              |
|           | napadač       | Kenzo Huur            | SV Transvaal         |
|           | napadač       | Melvin Valies         | Takdier Boys         |
|           | napadač       | Raydell Schuurman     | SV Transvaal         |
| Izbornik: | Kees Zwamborn |                       |                      |

## Popis izbornika
- Fritis Puperhart
- Ollie Camps (1976.)
- Paul Bhagwandas (1992.)
- Ronald Kolf (2000. – 2001.)
- Edgardo Baldi (2003. – 2004.)
- Kenneth Jaliens (2006. – 2007.)
- Wensley Bundel (2008. – 2010.)
- Kees Zwamborn (2010. - danas)